# Okręg wyborczy nr 9 do Parlamentu Europejskiego w Polsce
Okręg wyborczy nr 9 do Parlamentu Europejskiego w Polsce – okręg wyborczy obejmujący teren województwa podkarpackiego, z siedzibą okręgowej komisji wyborczej w Rzeszowie.

## Wyniki wyborów
| Podział 2 mandatów: PiS: 1 LPR: 1 |

| Podział 2 mandatów: PO: 1 PiS: 1 |

| Podział 3 mandatów: PO: 1 PiS: 2 |

| Podział 3 mandatów: KE: 1 PiS: 2 |

| Podział 4 mandatów: KO: 1 PiS: 2 KWiN: 1 |

## Reprezentanci okręgu
| PE   | Rok  | Poseł KW          | Poseł KW                                      | Poseł KW       | Poseł KW        | Poseł KW | Poseł KW               | Poseł KW | Poseł KW |
| ---- | ---- | ----------------- | --------------------------------------------- | -------------- | --------------- | -------- | ---------------------- | -------- | -------- |
| VI   | 2004 |                   | F. Adwent LPR                                 |                | M. Janowski PiS | —        | —                      | —        | —        |
| VI   | 2005 | A. Zapałowski LPR |                                               |                | M. Janowski PiS | —        | —                      | —        | —        |
| VII  | 2009 |                   | E. Łukacijewska PO (2009) KE (2019) KO (2024) | T. Poręba PiS  |                 | —        | —                      | —        | —        |
| VIII | 2014 |                   | E. Łukacijewska PO (2009) KE (2019) KO (2024) | T. Poręba PiS  | S. Ożóg PiS     |          |                        | —        | —        |
| IX   | 2019 |                   | E. Łukacijewska PO (2009) KE (2019) KO (2024) | T. Poręba PiS  | B. Rzońca PiS   |          |                        | —        | —        |
| X    | 2024 |                   | E. Łukacijewska PO (2009) KE (2019) KO (2024) | D. Obajtek PiS | B. Rzońca PiS   |          | T. Buczek Konfederacja |          |          |

### Wybory do Parlamentu Europejskiego 2004
| Komitet wyborczy                                      | Komitet wyborczy                                                      | Głosów | %     | Mandaty | Wybrani posłowie                 |
| ----------------------------------------------------- | --------------------------------------------------------------------- | ------ | ----- | ------- | -------------------------------- |
|                                                       | Liga Polskich Rodzin                                                  | 81 342 | 24,00 | 1       | Filip Adwent, Andrzej Zapałowski |
|                                                       | Prawo i Sprawiedliwość                                                | 66 530 | 19,63 | 1       | Mieczysław Janowski              |
|                                                       | Platforma Obywatelska RP                                              | 45 463 | 13,42 | –       |                                  |
|                                                       | Samoobrona Rzeczpospolitej Polskiej                                   | 38 410 | 11,33 | –       |                                  |
|                                                       | Polskie Stronnictwo Ludowe                                            | 37 786 | 11,15 | –       |                                  |
|                                                       | KKW Sojusz Lewicy Demokratycznej – Unia Pracy                         | 29 209 | 8,62  | –       |                                  |
|                                                       | KWW Socjaldemokracji Polskiej                                         | 10 177 | 3,00  | –       |                                  |
|                                                       | Unia Wolności                                                         | 6704   | 1,98  | –       |                                  |
|                                                       | Narodowy KWW                                                          | 6101   | 1,80  | –       |                                  |
|                                                       | Unia Polityki Realnej                                                 | 3806   | 1,12  | –       |                                  |
|                                                       | KWW – Ogólnopolski Komitet Obywatelski „OKO”                          | 3259   | 0,96  | –       |                                  |
|                                                       | KWW Konfederacja Ruch Obrony Bezrobotnych                             | 3087   | 0,91  | –       |                                  |
|                                                       | KKW Krajowa Partia Emerytów i Rencistów – Partia Ludowo-Demokratyczna | 2914   | 0,86  | –       |                                  |
|                                                       | Inicjatywa dla Polski                                                 | 2413   | 0,71  | –       |                                  |
|                                                       | Polska Partia Pracy                                                   | 1673   | 0,49  | –       |                                  |
| Frekwencja: 21,61% Źródło: Państwowa Komisja Wyborcza |                                                                       |        |       |         |                                  |

### Wybory do Parlamentu Europejskiego 2009
| Komitet wyborczy                                      | Komitet wyborczy                                                       | Głosów  | %     | Mandaty | Wybrani posłowie      |
| ----------------------------------------------------- | ---------------------------------------------------------------------- | ------- | ----- | ------- | --------------------- |
|                                                       | Prawo i Sprawiedliwość                                                 | 153 661 | 41,88 | 1       | Tomasz Poręba         |
|                                                       | Platforma Obywatelska RP                                               | 107 092 | 29,19 | 1       | Elżbieta Łukacijewska |
|                                                       | Polskie Stronnictwo Ludowe                                             | 45 685  | 12,45 | –       |                       |
|                                                       | KKW Sojusz Lewicy Demokratycznej – Unia Pracy                          | 27 147  | 7,40  | –       |                       |
|                                                       | Prawica Rzeczypospolitej                                               | 11 136  | 3,04  | –       |                       |
|                                                       | KKW Porozumienie dla Przyszłości – CentroLewica (PD+SDPL+Zieloni 2004) | 6094    | 1,66  | –       |                       |
|                                                       | Samoobrona Rzeczpospolitej Polskiej                                    | 5734    | 1,56  | –       |                       |
|                                                       | Unia Polityki Realnej                                                  | 4310    | 1,17  | –       |                       |
|                                                       | Libertas                                                               | 3753    | 1,02  | –       |                       |
|                                                       | Polska Partia Pracy                                                    | 2274    | 0,62  | –       |                       |
| Frekwencja: 22,28% Źródło: Państwowa Komisja Wyborcza |                                                                        |         |       |         |                       |

### Wybory do Parlamentu Europejskiego 2014
| Komitet wyborczy                                      | Komitet wyborczy                              | Głosów  | %     | Mandaty | Wybrani posłowie              |
| ----------------------------------------------------- | --------------------------------------------- | ------- | ----- | ------- | ----------------------------- |
|                                                       | Prawo i Sprawiedliwość                        | 196 247 | 49,31 | 2       | Tomasz Poręba, Stanisław Ożóg |
|                                                       | Platforma Obywatelska RP                      | 73 381  | 18,44 | 1       | Elżbieta Łukacijewska         |
|                                                       | Polskie Stronnictwo Ludowe                    | 28 927  | 7,27  | –       |                               |
|                                                       | Nowa Prawica – Janusza Korwin-Mikke           | 28 474  | 7,15  | –       |                               |
|                                                       | Solidarna Polska Zbigniewa Ziobro             | 23 512  | 5,91  | –       |                               |
|                                                       | KKW Sojusz Lewicy Demokratycznej – Unia Pracy | 18 761  | 4,71  | –       |                               |
|                                                       | Polska Razem Jarosława Gowina                 | 13 820  | 3,47  | –       |                               |
|                                                       | KKW Europa Plus Twój Ruch                     | 7746    | 1,95  | –       |                               |
|                                                       | KWW Ruch Narodowy                             | 7123    | 1,79  | –       |                               |
| Frekwencja: 23,99% Źródło: Państwowa Komisja Wyborcza |                                               |         |       |         |                               |

### Wybory do Parlamentu Europejskiego 2019
| Komitet wyborczy                                      | Komitet wyborczy                                 | Głosów  | %     | Mandaty | Wybrani posłowie             |
| ----------------------------------------------------- | ------------------------------------------------ | ------- | ----- | ------- | ---------------------------- |
|                                                       | Prawo i Sprawiedliwość                           | 485 779 | 65,07 | 2       | Tomasz Poręba, Bogdan Rzońca |
|                                                       | KKW Koalicja Europejska PO PSL SLD .N Zieloni    | 160 988 | 21,56 | 1       | Elżbieta Łukacijewska        |
|                                                       | KWW Konfederacja KORWiN Braun Liroy Narodowcy    | 43 976  | 5,89  | –       |                              |
|                                                       | KWW Kukiz’15                                     | 25 216  | 3,38  | –       |                              |
|                                                       | Wiosna Roberta Biedronia                         | 22 881  | 3,06  | –       |                              |
|                                                       | KKW Lewica Razem – Partia Razem, Unia Pracy, RSS | 5308    | 0,71  | –       |                              |
|                                                       | KKW PolEXIT – Koalicja                           | 2388    | 0,32  | –       |                              |
| Frekwencja: 44,24% Źródło: Państwowa Komisja Wyborcza |                                                  |         |       |         |                              |

### Wybory do Parlamentu Europejskiego 2024
| Komitet wyborczy                                      | Komitet wyborczy                                                           | Głosów  | %     | Mandaty | Wybrani posłowie              |
| ----------------------------------------------------- | -------------------------------------------------------------------------- | ------- | ----- | ------- | ----------------------------- |
|                                                       | Prawo i Sprawiedliwość                                                     | 334 439 | 52,87 | 2       | Daniel Obajtek, Bogdan Rzońca |
|                                                       | KKW Koalicja Obywatelska                                                   | 150 131 | 23,73 | 1       | Elżbieta Łukacijewska         |
|                                                       | Konfederacja Wolność i Niepodległość                                       | 96 376  | 15,23 | 1       | Tomasz Buczek                 |
|                                                       | KKW Trzecia Droga Polska 2050 Szymona Hołowni – Polskie Stronnictwo Ludowe | 29 767  | 4,71  | –       |                               |
|                                                       | KKW Lewica                                                                 | 13 082  | 2,07  | –       |                               |
|                                                       | KWW Bezpartyjni Samorządowcy – Normalna Polska w Normalnej Europie         | 7315    | 1,16  | –       |                               |
|                                                       | PolEXIT                                                                    | 1516    | 0,24  | –       |                               |
| Frekwencja: 38,50% Źródło: Państwowa Komisja Wyborcza |                                                                            |         |       |         |                               |